# غريغ إيوان
غريغ إيوان هو مدرب كرة قدم ولاعب كرة قدم كندي، ولد في 12 مارس 1963 في فانكوفر في كندا. شارك مع منتخب كندا لكرة القدم. أما مع النوادي، فقد لعب مع بورتلاند تمبرز وتلسا رافنكس وشيكاغو ستينغ وفانكوفر وايتكابس ولوس أنجلوس لايزرز.

## وصلات خارجية
- غريغ إيوان على موقع قاعدة بيانات كرة القدم.إي يو (الإنجليزية)
- غريغ إيوان على موقع ناشيونال فوتبول تيمز (الإنجليزية)